# 金田一温泉
金田一温泉（きんたいちおんせん）は、岩手県二戸市（旧国陸奥国）にある温泉。馬淵川のほとりにあり、観光宣伝では温泉郷を名乗っている。

## 泉質
- 単純温泉（低張性弱アルカリ低温泉）

## 効能
神経痛、リューマチ、胃腸病、皮膚病、婦人病、痔疾。

## 温泉街
9軒の温泉宿が存在。日帰り入浴施設は数軒存在する。
温泉街最奥に座敷わらしで知られている緑風荘がある。2009年10月4日に起きた火災で、座敷わらしを祀る中庭の亀麿神社以外が全焼したが、2016年に再建され現在は復活している。

## 歴史
以前は湯田温泉という名称であった（田んぼから湯が沸いていたことに由来する）。この温泉の起源は不明だが、一般的に開湯年代として紹介されるのは、寛永3年（1626年）である。江戸時代には盛岡南部藩の指定湯治場となり、『侍の湯』と呼ばれた。その時期から既に温泉街が形成されていたものと考えられる。
ちなみに、金田一を姓にする金田一氏は、南部氏の祖南部光行の第4子の四戸氏から出たとされる。
平成6年（1994年）4月28日 - 環境庁告示第40号により、国民保養温泉地に指定。

## アクセス
- 車 : 八戸自動車道一戸ICより約6km。
- 鉄道 : 
  - 東北新幹線、いわて銀河鉄道線二戸駅よりJRバス東北軽米線で約20分。
  - いわて銀河鉄道線金田一温泉駅より同じく約5分。

## その他

### 金田一温泉をモデル、舞台とする芸術作品
- 小説
  - 三浦哲郎の一連の作品
三浦哲郎は父方の実家のある金田一に疎開していた。
    - 『ユタとふしぎな仲間たち』（三浦哲郎）
1974年にNHKによりテレビドラマ化、また1977年に劇団四季によってミュージカル作品化。ミュージカルでのタイトルは、「ユタと不思議な仲間たち」。
    - 『白夜を旅する人々』（三浦哲郎）
    - 『盆土産』（三浦哲郎）
中学校の国語の教科書（中学校『国語２』光村図書出版）で習ったと記憶している多くの人がいる。父の「エンビフライ」の盆土産にまつわる出稼ぎ家族の物語には、温泉郷の情景が描かれている。
- エッセイ、随想
  - 『時のせせらぎ―若き日の追想紀行』（三浦哲郎）
- 短歌
  - 国語学、言語学者の金田一京助は、先祖が金田一周辺を領地にしていた関係で、たびたび来訪している。金田一京助はまた、歌人でもあり、金田一温泉を詠んだ歌も残している。緑風荘前に歌碑がある。